# Sexy Boys
Sexy Boys musica do filme é um filme de comédia Francês de 2001 dirigido por Stéphane Kazandjian.

## Enredo
Três amigos de infância, todos com cerca de vinte anos, compartilham suas angústias diante do sexo e do casamento. Um é solteiro e sonha conhecer o amor de sua vida, outro quer morar em outro lugar e viver novas experiências, mas outro é o mais adiantado dos três e está prestes a se casar.
Durante o filme os personagens passam por diversas situações engraçadas envolvendo sexualidade.
O filme é muito comparado com o estadunidense American Pie (filme).

## Personagens
- Seb - Julien Baumgartner
- Manu - Matthias Van Khache
- Frank - Jérémie Elkaïm
- Lucie - Armelle Deutsch
- Cecile - Virginie Lanoué
- Jenny - Sarah Marshall
- Clarisse - Violette Palcossian
- Virginie - Charlotte Mayeur
- Maman - Arielle Séménoff
- Papa - Alain Doutey
- Magali - Caroline Mouton
- Marion - Gaëla Le Devehat
- Benjamin - Emilien Lafitte
- Mamy - Jacqueline Noëlle
- Patsy - Sandrine Alexi